# Saint-Agnan (Saône-et-Loire)
Saint-Agnan ist eine französische Gemeinde mit 690 Einwohnern (Stand: 1. Januar 2022) im Département Saône-et-Loire in der Region Bourgogne-Franche-Comté. Die Gemeinde gehört zum Arrondissement Charolles und zum Kanton Digoin.

## Geografie
Saint-Agnan liegt an der Loire, in die hier der Zufluss Blandenan einmündet. Umgeben wird Saint-Agnan von den Nachbargemeinden Perrigny-sur-Loire im Norden und Nordwesten, Les Guerreaux im Norden und Nordosten, La Motte-Saint-Jean im Osten, Molinet im Südosten, Coulanges im Süden sowie Pierrefitte-sur-Loire im Westen.

## Bevölkerungsentwicklung
| Jahr                      | 1962 | 1968 | 1975 | 1982 | 1990 | 1999 | 2006 | 2013 |
| Einwohner                 | 729  | 690  | 626  | 613  | 660  | 605  | 641  | 720  |
| Quelle: Cassini und INSEE |      |      |      |      |      |      |      |      |

## Kultur und Sehenswürdigkeiten

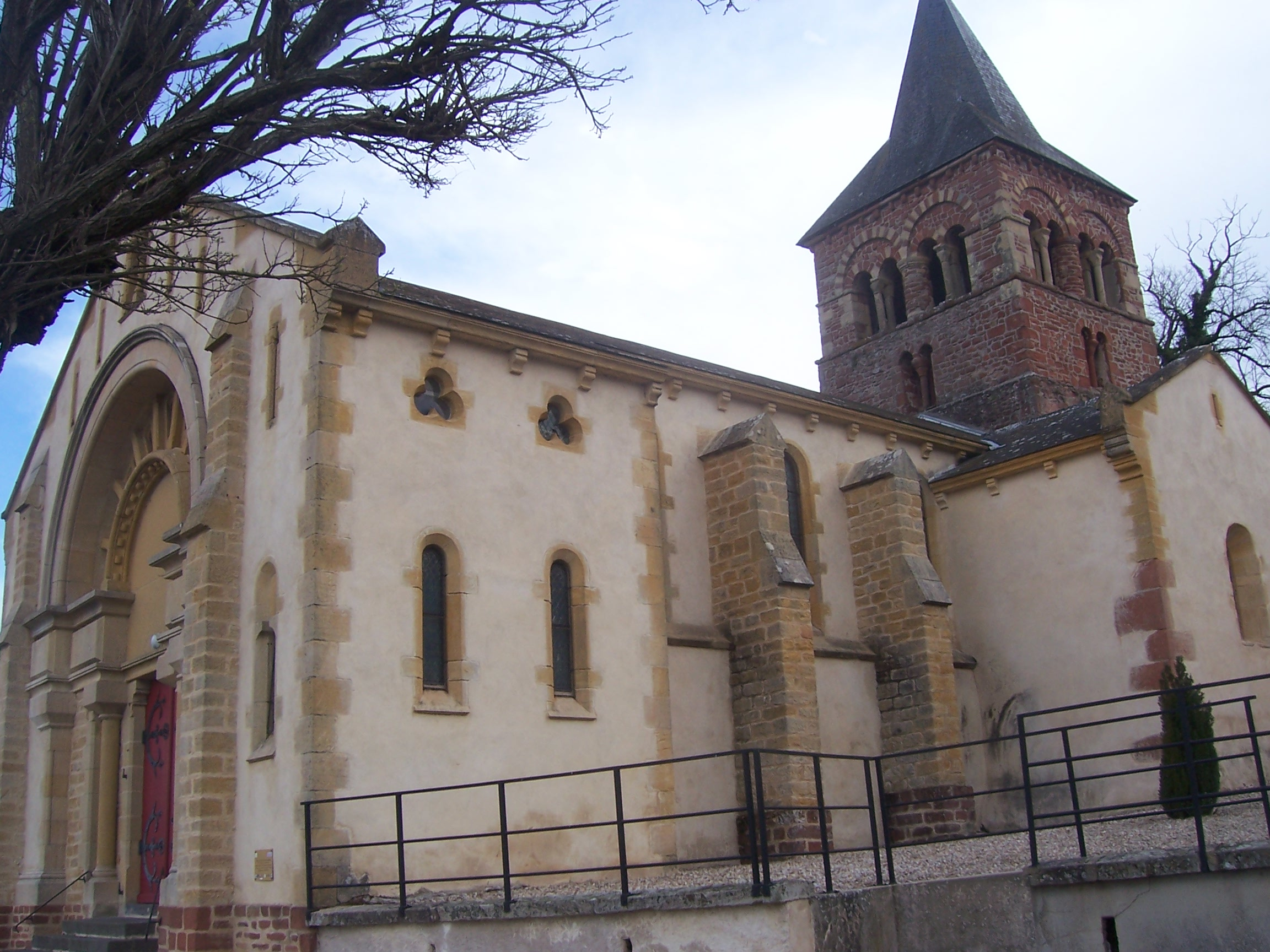
Kirche Saint-Agnan

- Kirche Saint-Agnan

## Verkehr
Saint-Agnan liegt an der Bahnstrecke Moulins–Mâcon und wird im Regionalverkehr von einzelnen TER-Zügen bedient.